# Dinia
Dinia is een geslacht van vlinders van de familie spinneruilen (Erebidae), uit de onderfamilie Arctiinae.

## Soorten
- D. auge Walker, 1854
- D. eagrus Cramer, 1779
- D. invittata Hampson, 1920
- D. mena Hübner, 1827
- D. subapicalis Walker, 1854